# Erich Stocker
Hans Erich Stocker (* 16. August 1942 in Steinfeld im Drautal, Kärnten) ist ein österreichischer Geograph und Geomorphologe. Er ist Außerordentlicher Universitätsprofessor im Ruhestand der Universität Salzburg.

## Leben
Hans Erich Stocker, Rufname Erich, legte am Bundesrealgymnasium Lienz im Jahr 1962 die Reifeprüfung ab. Nach zunächst einer Fahrdienstleiterausbildung bei den ÖBB und dem Präsenzdienst bis Juni 1964 in Klagenfurt, begann er im Herbst 1964 an der Karl-Franzens-Universität Graz das Studium von Geographie, Italienisch und Geologie. Dieses wurde im Februar 1970 mit der Promotion zum Doktor der Philosophie abgeschlossen. Thema der Dissertation war: Hanguntersuchungen in der Kreuzeckgruppe (Kärnten). Bereits ab 1967 war Stocker als wissenschaftliche Hilfskraft am Geographischen Institut der Universität Graz tätig. Im März 1970 erfolgte die Übersiedlung nach Salzburg, wo er zunächst als Vertragsassistent und danach als Universitätsassistent am Geographischen Institut der Universität Salzburg angestellt war. 1977 erfolgte die Habilitation für Physische Geographie, 1997 seine Ernennung zum Außerordentlichen Universitätsprofessor. 
Die Lehrtätigkeit an der Universität Salzburg umfasste die Gebiete Allgemeine Geomorphologie, Kartographie, Karten- und Luftbildinterpretation, Physiogeographie der Humiden Mittelbreiten, der Mediterranräume, der Trockengebiete und der Tropen, sowie Landschaftsanalyse. Er leitete zahlreiche studentische Exkursionen im Bereich des Landes Salzburg und Umgebung, vor allem aber auch nach Friaul und alle Regionen Süditaliens sowie andere Gebiete des Mediterranbereichs, welche meist interdisziplinär in Zusammenarbeit mit Botanikern und Geologen gestaltet wurden.
Die Forschungsarbeiten mit dem Fokus Gebirgshänge begannen mit der Teilnahme am UNESCO-Programm Man and Biosphere mit dem von Helmut Riedl geleiteten Projekt Sameralm am Südrand des Tennengebirges. Diesem wurde auch ein Teilprojekt in der Kreuzeckgruppe hinzugefügt. Hier erfolgten zwischen 1974 und 1981 parallel zur Erfassung von Klimadaten, Hanguntersuchungen verbunden mit Feldexperimenten und Abtragsmessungen. Mit der Einrichtung eines kleinen geomorphologischen Labors wurden auch Experimente zum Studium der Entwicklung von Erosionsformen durchgeführt. Einen weiteren Schwerpunkt stellte die geomorphologische Detailkartierung in Gebirgen dar. 
Zum Forschungsschwerpunkt Griechenland entstanden im Rahmen der Habilitation (Klimamorphologie der Mani-Halbinsel, Peloponnes), später auch Arbeiten zu den Formenkomplexen und Abtragungsstadien am Vulkanmassiv der Insel Ägina und zur aktuellen Morphodynamik der Insel Mykonos (Mitarbeit im FWF-Programm Quasinatürlich gesteuerte Morphodynamik auf Mykonos). Im Zuge der Mitarbeit am C.N.R., Progetto M.U.R.S.T. der Universitäten Pisa und Florenz entstanden weitere Beiträge zur Morphogenese am Peloponnes (Geomorphologische Karte des Dokali-Einzugsgebietes). Die Themen Geomorphologie, Geodiversität und „Geomorphosites“ spielen auch nach dem Ende der Dienstzeit mit September 2007 die Grundlage von Arbeiten und gutachterlichen Stellungnahmen. Seit 1. Oktober 2007 befindet er sich im Ruhestand.

## Mitgliedschaften
- Österreichische Geographische Gesellschaft (ÖGG)
- 1984: Ordentliches Mitglied der IGU-Commission on Geomorphological Survey and Mapping
- 1987: Korrespondierendes Mitglied der IGU Commission on Field Experiments in Geomorphology
- Österreichische Forschungsgruppe für Geomorphologie und Umweltwandel (geomorph.at, eine Fachgruppe innerhalb der ÖGG)
- Österreichischer Naturschutzbund

## Schriften (Auswahl)
Monografien
- Hanguntersuchungen in der Kreuzeckgruppe (Kärnten). Mit Anhang (Diagramme, Kartierungsblätter und Fotos). Graz 1969 (Dissertation an der Philosophischen Fakultät der Universität Graz).
- Hanguntersuchungen in der Kreuzeckgruppe (Kärnten) (Kurzfassung). Notring, Wien 1970 (Dissertationen der Universität Graz, 14).

Buchbeiträge
- Klimamorphologische Untersuchungen auf der Mani-Halbinsel mit besonderer Berücksichtigung der Formengruppe Glatthang-Pediment-Karstrandebene. In: Riedl, Helmut (Hrsg.): Beiträge zur Landeskunde von Griechenland (= Arbeiten aus dem Geographischen Institut der Universität Salzburg. Band 6). Selbstverlag Geographisches Institut, Salzburg 1976, S. 93–227.
- Methodenvergleich moderner geomorphologischer Karten im Hinblick auf deren Anwendbarkeit im alpinen Relief. In: Festschrift W. Leitner (= Arbeiten aus dem Geographischen Institut der Universität Graz. Band 27). Selbstverlag Geographisches Institut, Graz 1986, S. 233–240.
- Die Glasenbachklamm. Aktuelle Prozesse, geomorphologische Entwicklung und Naturraumausstattung. In: Riedl, Helmut (Hrsg.): Beiträge zur Geographie von Salzburg (= Salzburger Geographische Arbeiten. Band 17). Selbstverlag Institut für Geographie, Salzburg 1988, S. 237–254.
- Formenkomplexe und Abtragsstadien am Vulkanmassiv der Insel Ägina, Griechenland. In: Riedl, Helmut (Hrsg.): Beiträge zur Landeskunde von Griechenland III (= Salzburger Geographische Arbeiten. Band 18). Selbstverlag Institut für Geographie, Salzburg 1989, S. 107–142 (Beilage Geomorphologische Karte der Insel Ägina 1:20.000).
- Das Taugltal in der westlichen Osterhorngruppe. In: Müller, Guido; Sitte, Wolfgang; Suida, Hermann (Hrsg.): Exkursionen im Bundesland Salzburg und Nachbargebieten. Selbstverlag Institut für Geographie, Salzburg 1992, S. 113–124.
- Zur Geomorphologie der Krimmler Wasserfälle. In: Haßlacher, Peter (Hrsg.): Krimmler Wasserfälle. Festschrift 25 Jahre Europäisches Naturschutzdiplom 1967–1992 (= Fachbeiträge des Österreichischer Alpenvereins, Serie: Alpine Raumordnung. Nr. 7). Österreichischer Alpenverein, Innsbruck 1993.
- Reliefanalyse der Salzburger Kalkvoralpen bei Adnet auf der Grundlage einer Geomorphologischen Detailkartierung (Mit einer geomorphologischen Karte als Beilage). In: Müller, Guido; Suida, Hermann (Hrsg.): Beiträge zur regionalen Geographie von Polen und Österreich (= Salzburger Geographische Arbeiten. Band 26). Selbstverlag Institut für Geographie, Salzburg 1994, S. 99–129.
- Studie zur aktuellen Morphodynamik der Kykladeninsel Mykonos. In: Riedl, Helmut; Kern, Wolfgang (Hrsg.): Beiträge zur Landeskunde von Griechenland V (= Salzburger Geographische Arbeiten. Band 29). Selbstverlag Institut für Geographie, Salzburg 1995, S. 83–124.
- Erosive Hangformung in den Kalkvoralpen am Beispiel der Osterhorngruppe, Salzburg. In: Sitte, Wolfgang; Suida, Hermann (Hrsg.): Festschrift Guido Müller (= Salzburger Geographische Arbeiten. Band 31). Selbstverlag Institut für Geographie, Salzburg 1997, S. 215–224.
- Morphometrische Parameter von Runsensystemen an Beispielen eines N-S-Profils durch die Ostalpen 2002. In: Lieb, Gerhard (Hrsg.): Kontinuität und Wandel in der Kultur- und Naturlandschaft. Festschrift H. Wakonigg (= Grazer Schriften der Geographie und Raumforschung. Band 38). Selbstverlag Institut für Geographie und Raumforschung, Graz 2002, S. 241–253.
- Blaiken – Räumlich-zeitliche Veränderungen an Systemen beschleunigter Abtragung im Umkreis der Waldgrenze, am Beispiel der Kreuzeckgruppe, Kärnten. In: Breuste, Jürgen; Fromhold-Eisebith, Martina (Hrsg.): Raumbilder im Wandel – 40 Jahre Geographie an der Universität Salzburg (= Salzburger Geographische Arbeiten. Band 38). Selbstverlag Institut für Geographie, Salzburg 2005, S. 53–68.
- The Krimml Waterfalls in the Hohe Tauern National Park. In: Embleton-Hamann, Christine (Hrsg.): Landscapes and Landforms of Austria. World Geomorphological Landscapes. Springer Nature, 2022, S. 355–363.
- Gorges and Slots in Western Carinthia: Their development and Importance as Geomorphosites. In: Embleton-Hamann, Christine (Hrsg.): Landscapes and Landforms of Austria. World Geomorphological Landscapes. Springer Nature, 2022, S. 379–392.

Artikel in Zeitschriften
- Geomorphologische Bewertung des Hollersbachtales für den Nationalpark Hohe Tauern. In: 68./69. Jahresbericht des Sonnblickvereins für die Jahre 1970–71. 1973, S. 91–102.
- Zur Morphodynamik von 'Plaiken'. Erscheinungsformen beschleunigter Hangabtragung in den Alpen. In: 'Mitteilungen der Österreichischen Geographischen Gesellschaft'. Band 127. Wien 1985, S. 44–70.
- Zur Bedeutung von Formen der Hangerosion im Umkreis der Waldgrenze. Ergebnisse der Auswertung einer geomorphologischen Basiskarte 1:10.000 aus dem Kristallin der Kreuzeckgruppe / Kärnten/Österreich'. In: 'Revue de Géographie Alpine, Les processus d'erosion en milieu montagnard. Bilan et méthodes. Tome 84, Nr. 2. Grenoble 1996, S. 67–76.
- Geomorphic responses to land use changes on steep slopes in timberline environment, Central Alps, Austria. In: 'Revue Roumaine de Géographie / Romanian Journal of Geography'. Band 106. Bucureşti 2009, S. 53–91.